# Playlife
Playlife, fue un fabricante textil de origen italiano, propiedad del Grupo Benetton. Fue fundada en el año 1997, luego de la adquisición total de Benetton Sportsystems al grupo Edizione Holdings. La creación de Playlife estuvo orientada a la producción de indumentaria deportiva, siendo Playlife la marca de grupo especializada en este segmento. A lo largo de su carrera productiva, Playlife abrió múltiples tiendas a lo largo de Europa.
A pesar de la recepción que la marca tenía en el mercado textil, habiéndose estimado la apertura de más de 100 tiendas en Europa, el Grupo Benetton anunció un plan de reestructuración por el cual fue anunciado el cese de producción de la marca Playlife. Esta medida tuvo finalmente efecto a comienzo de 2014, finalizando la producción de Playlife junto a otras que fueron propiedad de Benetton.
Además de la industria textil, el nombre de este fabricante fue empleado en el ámbito del deporte motor, cuando tras el cese de la provisión de motores por parte de Renault Sport para la escudería Benetton Formula 1 y los posteriores acuerdos de provisión con los desarrolladores Mecachrome (1998) y Supertec (1999), este equipo decidió rebautizar con el término "Playlife" a los diferentes motores provistos por estos desarrolladores.
El motivo de la utilización de este nombre, fue el interés de la escudería Benetton de autogestionar sus impulsores tras la salida de Renault como proveedor. Esta práctica se vio inicialmente favorecida gracias a la provisión de impulsores por parte del desarrollador francés Mecachrome y posteriormente a través del desarrollador Supertec, empresa propiedad de Flavio Briatore, quien a su vez se desempeñaba como director deportivo del equipo Benetton. En ambos casos, los impulsores eran una variación del motor Renault RS9, que hasta 1997 equipó a los equipos Benetton y Williams.

## Fórmula 1
En el ámbito de la Fórmula 1, el Grupo Benetton incursionó inicialmente como patrocinante de la escudería Tyrrell en la temporada 1983, tras la cual manifestó su interés de invertir y competir con su propia escudería. De esta forma y tras haber adquirido la escudería Toleman, en 1984 hizo su presentación el equipo Benetton Formula, escudería que logró sus máximas conquistas en las temporadas 1994 y 1995, con el bicampeonato de pilotos de Michael Schumacher y el título de constructores de 1995, en sociedad con el proveedor francés de motores Renault. Sin embargo, tras dos temporadas más compitiendo en sociedad con Renault, tras la temporada 1997 la casa francesa decía adiós a la Fórmula 1, dejando sin proveedor a sus principales clientes: Benetton y Williams.
La solución llegó con la aparición del desarrollador francés de motores Mecachrome, que tras firmar con Renault un contrato de producción bajo licencia de sus impulsores RS9, alcanzó también un convenio de provisión de motores con los exclientes de Renault, logrando así ingresar a la Fórmula 1. Sin embargo, desde Benetton se buscó trabajar en forma más personalizada en cuanto a la preparación y mantenimiento de sus motores, por lo que tras dicho acuerdo, se reservó la potestad de rebautizar a sus unidades impulsoras. De esta forma, Benetton recurrió al nombre de una de sus filiales para rebautizar a sus impulsores, pasando estos a ser conocidos como "Playlife". 
El término "Playlife" en la Fórmula 1, fue aplicado a partir del año 1998 por la escudería Benetton Formula, para rebautizar a los impulsores entregados por la Mecachrome, a fin de diferenciar los impulsores de esta escuadra, con respecto a las demás que comenzaban a ser potenciadas por Mecachrome. La propuesta de llevar a cabo esta redenominación, fue propuesta por el entonces director de equipo de Benetton, Flavio Briatore.
La provisión directa de motores por parte de la Mecachrome se suspendería en el año 1999, cuando gracias a un acuerdo celebrado entre esta y la firma Super Performance Engineering, propiedad de Briatore, comenzarían a producirse y desarrollarse los motores que llevarían el nombre Supertec, con los cuales comenzaría a proveerse de impulsores a las escuadras Williams F1, Benetton Formula, British American Racing y Arrows, asumiendo la empresa de Briatore la exclusividad en la provisión de los motores, en reemplazo de Mecachrome. En el caso de Benetton, las plantas impulsoras nuevamente recibirían la redenominación Playlife.
Existieron dos modelos de motores que llevaron el nombre de Playlife, siendo el primero de ellos el Mecachrome GC37-01, que fuera utilizado en 1998, mientras que desde 1999 al 2000, fue rebautizado con este nombre el Supertec FB01, teniendo una versión potenciada llamada FB02. Todos estos impulsores, estaban basados en el antiguo motor V10 Renault RS9, que había equipado a las escuderías Williams F1 y Benetton Formula hasta el año 1997.
A pesar de no haber ganado ninguna competencia, con estos impulsores Benetton alcanzaría una buena cantidad de podios, ubicándose casi siempre como la cuarta escudería en potencial, por detrás de Ferrari, McLaren y Williams F1.
La producción y provisión de estos motores finalizó en el año 2001, luego del retorno de Renault Sport como proveedora oficial de motores de Benetton, preparando su regreso como escudería a partir de 2002. En las tres temporadas que esta marca compitió en la Fórmula 1, la conducción de los coches Benetton estuvo a cargo de la misma dupla de pilotos: el italiano Giancarlo Fisichella y el austriaco Alexander Wurz.

## Resultados

### Fórmula 1
(Clave) (negrita indica pole position) (cursiva indica vuelta rápida)

| Año     | Equipo              | Chasis        | Motor                        | Neu. | N.º | Pilotos              | 1   | 2   | 3   | 4   | 5   | 6   | 7   | 8   | 9   | 10  | 11  | 12  | 13  | 14  | 15  | 16  | 17  | Puntos | Pos. |
| ------- | ------------------- | ------------- | ---------------------------- | ---- | --- | -------------------- | --- | --- | --- | --- | --- | --- | --- | --- | --- | --- | --- | --- | --- | --- | --- | --- | --- | ------ | ---- |
| 1998    | Mild Seven Benetton | Benetton B198 | (Mecachrome) GC37-01 3.0 V10 | B    |     |                      | AUS | BRA | ARG | SMR | ESP | MON | CAN | FRA | GBR | AUT | GER | HUN | BEL | ITA | LUX | JPN |     | 33     | 5.º  |
| 1998    | Mild Seven Benetton | Benetton B198 | (Mecachrome) GC37-01 3.0 V10 | B    | 5   | Giancarlo Fisichella | Ret | 6   | 7   | Ret | Ret | 2   | 2   | 9   | 5   | Ret | 7   | 8   | Ret | 8   | 6   | 8   |     | 33     | 5.º  |
| 1998    | Mild Seven Benetton | Benetton B198 | (Mecachrome) GC37-01 3.0 V10 | B    | 6   | Alexander Wurz       | 7   | 4   | 4   | Ret | 4   | Ret | 4   | 5   | 4   | 9   | 11  | Ret | Ret | Ret | 7   | 9   |     | 33     | 5.º  |
| 1999    | Mild Seven Benetton | Benetton B199 | (Supertec) FB01 3.0 V10      | B    |     |                      | AUS | BRA | SMR | MON | ESP | CAN | FRA | GBR | AUT | GER | HUN | BEL | ITA | EUR | MYS | JPN |     | 16     | 6.º  |
| 1999    | Mild Seven Benetton | Benetton B199 | (Supertec) FB01 3.0 V10      | B    | 9   | Giancarlo Fisichella | 4   | Ret | 5   | 5   | 9   | 2   | Ret | 7   | 12  | Ret | Ret | 11  | Ret | Ret | 11  | 14  |     | 16     | 6.º  |
| 1999    | Mild Seven Benetton | Benetton B199 | (Supertec) FB01 3.0 V10      | B    | 10  | Alexander Wurz       | Ret | 7   | Ret | 6   | 10  | Ret | Ret | 10  | 5   | 7   | 7   | 14  | Ret | Ret | 8   | 10  |     | 16     | 6.º  |
| 2000    | Mild Seven Benetton | Benetton B200 | (Supertec) FB02 3.0 V10      | B    |     |                      | AUS | BRA | SMR | GBR | ESP | EUR | MON | CAN | FRA | AUT | GER | HUN | BEL | ITA | USA | JPN | MYS | 20     | 4.º  |
| 2000    | Mild Seven Benetton | Benetton B200 | (Supertec) FB02 3.0 V10      | B    | 11  | Giancarlo Fisichella | 5   | 2   | 11  | 7   | 9   | 5   | 3   | 3   | 9   | Ret | Ret | Ret | Ret | 11  | Ret | 14  | 9   | 20     | 4.º  |
| 2000    | Mild Seven Benetton | Benetton B200 | (Supertec) FB02 3.0 V10      | B    | 12  | Alexander Wurz       | 7   | Ret | 9   | 9   | 10  | 12  | Ret | 9   | Ret | 10  | Ret | 11  | 13  | 5   | 10  | Ret | 7   | 20     | 4.º  |
| Fuente: |                     |               |                              |      |     |                      |     |     |     |     |     |     |     |     |     |     |     |     |     |     |     |     |     |        |      |